# Комиссия кнессета по экономике
Комиссия кнессета по экономике (ивр. ועדת הכלכלה‎ — Ваадат ха-калькала) — постоянная комиссия кнессета, занимающаяся вопросами экономики Израиля.

## Информация о комиссии
Согласно информации размещённой на сайте кнессета, данная комиссия занимается вопросами торговли и промышленностт; сельским и рыбным хозяйством; транспортом; планированием и экономическим координированием; общественные работы; жилищное хозяйство; энергией и инфраструктурой; водообеспечением.
Комиссия была создана в 1949 году, в каденцию кнессета 1-го созыва, первым её председателем стал Менахем Бадер. Члены комиссии (на 25 февраля 2012 года): Давид Азулай, Исраэль Эйхлер, Офир Акунис, Хамед Амар, Ицхак Вакнин, Дани Данон, Роберт Илатов, Амир Перец, Роберт Тивьяев, Исраэль Хасон, Йоэль Хасон и Нахман Шай.
Существует подкомиссия по борьбе с дорожными авариями.

## Председатели комиссии
- Менахем Бадер (кнессет 1-го созыва)
- Мордехай Бентов (кнессет 2-го созыва)
- Биньямин Авниэль (кнессет 3-го созыва, кнессет 4-го созыва, кнессет 5-го созыва, кнессет 6-го созыва)
- Авраам Шехтерман (кнессет 7-го созыва)
- Игаль Горовиц (кнессет 8-го созыва)
- Шмуэль Тамир (кнессет 8-го созыва)
- Гад Яакоби (кнессет 9-го созыва, кнессет 10-го созыва)
- Элиягу Спейзер (кнессет 11-го созыва)
- Шошана Арбели-Альмозлино (кнессет 12-го созыва)
- Шохат, Авраам (кнессет 12-го созыва)
- Цахи Хангеби (кнессет 13-го созыва)
- Гидон Пат (кнессет 13-го созыва)
- Эли Гольдшмидт (кнессет 14-го созыва)
- Авраам Йехезкиель (кнессет 14-го созыва)
- Амнон Рубинштейн (кнессет 14-го созыва)
- Авраам Пораз (кнессет 15-го созыва)
- Эйтан Кабель (кнессет 16-го созыва)
- Амнон Коэн (кнессет 16-го созыва)
- Шалом Симхон (кнессет 16-го созыва)
- Роберт Илатов (кнессет 17-го созыва)
- Гилад Эрдан (кнессет 17-го созыва)
- Исраэль Хасон (кнессет 17-го созыва)
- Моше Кахлон (кнессет 17-го созыва)
- Офир Акунис (кнессет 18-го созыва)
- Кармель Шама (кнессет 18-го созыва)